# Il tutore della signora ministro
Il tutore della signora ministro (in francese Le tuteur de Madame la Ministre) è un film in lingua berbera del 2004 e rappresenta il cortometraggio d'esordio nella regia dell'attrice berbera Djamila Amzal.

## Trama
Lila, una donna dinamica e moderna, sulla quarantina, è ministro del suo paese e convive con Dahmane, anch'egli membro dell'establishment. La coppia sta per avere un bambino e pensa ad un matrimonio.
Sennonché, la legge prescrive che la donna, per potersi sposare, abbia con sé un "tutore" (wali), normalmente il padre, o in sua mancanza un altro membro maschio della famiglia. Lila è orfana e senza fratelli. L'unico parente maschio è Tahar, un cugino che vive da anni in Canada. Questi, raggiunto telefonicamente, rifiuta di rientrare in Algeria per avallare, con la sua presenza, un codice della famiglia che in gioventù aveva (insieme a Lila) apertamente contestato.
Non rimane che rivolgersi ad un altro cugino, Kader, che Lila non ha mai visto, e che è un poco di buono. Dopo un attimo di stupore, Kader si accorge che, essendo indispensabile alla celebrazione delle nozze, ha un potere di ricatto nientepopodimeno che su di un ministro. E non si fa pregare per esercitare questo suo potere. Lila sogna un futuro in cui sua figlia si potrà sposare senza dover subire le sue stesse umiliazioni.

## Produzione
Il film è stato girato in Algeria, ma gran parte della post-produzione è stata effettuata in Italia, paese in cui la regista vive da alcuni anni. Contemporaneamente alla versione con i sottotitoli in francese ne è stata realizzata anche una con i sottotitoli italiani.

## Accoglienza
Il film ha riscosso un grande successo (compatibilmente con i mezzi limitati con cui è stato girato e gli ostacoli ad una sua distribuzione efficace), ed è stato premiato con l'Olivo d'oro del Festival del cinema berbero nel 2004, perché affronta un tema scottante, oltretutto con una trasparente allusione alla situazione reale di una donna-ministro, Khalida Toumi. Infatti, quando era lontana dalle sedi del potere, questa donna si era distinta proprio per le lotte femministe contro il codice della famiglia, imposto dagli oltranzisti islamici, e che in Algeria viene ribattezzato "codice dell'infamia" (in francese le due espressioni "code de la famille" e "code de l'infamie" suonano in modo quasi identico).

## Riconoscimenti
- 2004 - 5 Festival du film d’expression amazighe
  - Olivier d’or